# Перло (Пиемонт)
Вижте пояснителната страница за други значения на Перло.
Пѐрло (на италиански и на пиемонтски: Perlo) е село и община в Северна Италия, провинция Кунео, регион Пиемонт. Разположено е на 697 m надморска височина. Населението на общината е 127 души (към 2010 г.).